# Schwalm, Knippertzbach, Raderveekes u. Lüttelforster Bruch
Schwalm, Knippertzbach, Raderveekes u. Lüttelforster Bruch este o arie protejată (arie specială de conservare — SAC, sit de importanță comunitară — SCI) din Germania întinsă pe o suprafață de 718,72 ha, integral pe uscat.

## Localizare
Centrul sitului Schwalm, Knippertzbach, Raderveekes u. Lüttelforster Bruch este situat la coordonatele 51°10′36″N 6°16′51″E / 51.1767°N 6.2808°E.

## Înființare
Situl Schwalm, Knippertzbach, Raderveekes u. Lüttelforster Bruch a fost declarat sit de importanță comunitară în august 1999 pentru a proteja 1 specie de animale. Situl a fost protejat și ca arie specială de conservare în august 2005.

## Biodiversitate
Situată în ecoregiunea atlantică, aria protejată conține 6 habitate naturale: Cursuri de apă de la nivel de câmpie la nivel montan, cu vegetație Ranunculion fluitantis și Callitricho-Batrachion, Păduri de fag Luzulo-Fagetum, Păduri de stejar sau de stejar și carpen sub-atlantice și medio-europene de Carpinion betuli, Păduri acidofile de stejar bătrân cu Quercus robur pe câmpii nisipoase, Mlaștini împădurite, Păduri aluvionare cu Alnus glutinosa și Fraxinus excelsior (Alno-Padion, Alnion incanae, Salicion albae).
La baza desemnării sitului se află o specie protejată de  amfibieni: triton cu creastă (Triturus cristatus).
Pe lângă speciile protejate, pe teritoriul sitului au mai fost identificate 2 specii de plante, 4 specii de mamifere, 2 specii de nevertebrate.